# Чёнковский сельсовет
Чёнковский сельсовет (бел. Чо́нкаўскі сельсавет; до 1988 года — Севруковский) — административная единица на территории Гомельского района Гомельской области Беларуси. Административный центр — посёлок Чёнки.

## История
В 1919 году в Гомельской волости был образован Хуторский сельский Совет рабочих, крестьянских и красноармейских депутатов с центром в д. Хутор. 30 декабря 1927 года центр сельсовета перенесён в д. Севрюки с переименованием сельсовета. 28 апреля 1988 года центр сельсовета перенесён в п. Чёнки с переименованием сельсовета.
Названия:
- с 1919 — Хуторский сельский Совет рабочих, крестьянских и красноармейских депутатов
- с 30.12.1927 — Севрюковский сельский Совет рабочих, крестьянских и красноармейских депутатов
- с 7.10.1977 — Севрюковский сельский Совет народных депутатов
- с 28.4.1988 — Ченковский сельский Совет народных депутатов
- с 15.3.1994 — Ченковский сельский Совет депутатов[2].

Административная подчинённость:
- с 1919 — в Гомельской волости Гомельского уезда
- с 8.12.1926 — в Гомельском районе
- с 20.2.1931 — в Гомеле
- с 27.7.1937 — в Гомельском районе[2].

## Состав
Чёнковский сельсовет включает 3 населённых пункта:
- Поляна — посёлок
- Севруки — деревня
- Чёнки — посёлок

Упразднённые населённые пункты:
- Хутор — посёлок

## События и мероприятия
- 17-18 августа 2023 года — мероприятия, посвящённые 82-й годовщине создания партизанского отряда «Большевик», на территории мемориального комплекса «Партизанская криничка» Чёнковского сельсовета. Военно-историческая реконструкция «Гомельщина партизанская»[3][4].

## Достопримечательность
- Мемориальный комплекс «Партизанская криничка». Деревянная каплица и памятный знак (камень) погибшим мирным жителям. С августа 1941 года являлось местом базирования легендарного гомельского партизанского отряда "Большевик". Расположен при выезде из Гомеля по Черниговскому шоссе на втором километре поворот в лес направо (координаты 52.32083° N, 30.97731° E).